# Manduca caestri
Manduca caestri är en fjärilsart som beskrevs av Blanchard 1854. Manduca caestri ingår i släktet Manduca och familjen svärmare. Inga underarter finns listade i Catalogue of Life.